# كازابينتا
كازابينتا (بالإيطالية: Casapinta)‏ هي بلدية في مقاطعة بييلا في إقليم بييمونتي في إيطاليا.

## السكان
في سنة 1861 بلغ عدد السكان 892 نسمة، وتطور العدد ليصل في سنة 2011 لـ 454 نسمة.
يظهر هذا المخطط البياني تطور النمو السكاني لـ كازابينتا